# Leo Burnett

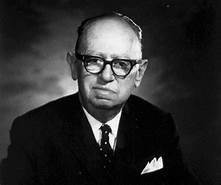
Leo Burnett

Leo Burnett (ur. 21 października 1891, zm. 7 czerwca 1971) - założyciel agencji reklamowej Leo Burnett Worldwide, która powstała w 1935 r. Studiował dziennikarstwo na Uniwersytecie w Michigan, a pierwsze kroki jako dziennikarz stawiał w "Peoria Journal". Twórca między innymi sukcesu marki Marlboro i kampanii Marlboro Men.